# Grover Norquist
Grover Norquist, né le 19 octobre 1956 à Sharon (Pennsylvanie), est une personnalité médiatique américaine. Fondateur et président du lobby Americans for Tax Reform, militant en faveur de la réduction des impôts, il est également membre du Council on Foreign Relations et participe au mouvement du Tea Party. Il défend des points de vue conservateurs.
Contributeur régulier de la revue conservatrice The American Spectator (en), c'est un défenseur de la stratégie dite Starve the beast, proposant ainsi comme objectif de réduire en 25 ans la taille du gouvernement de façon qu'il soit possible de le « noyer dans la baignoire ». Norquist, considéré comme l'un des représentants majeurs du mouvement conservateur post-Goldwater, est à l'origine du Taxpayer Protection Pledge, un « serment » effectué par 95 % des membres du Parti républicain et tous les candidats républicains, sauf un, à la primaire de l'élection présidentielle de 2012, qui consiste à « équilibrer » toute hausse d'impôt par une baisse d'impôt équivalente, tant pour les individus que les firmes.

## Biographie

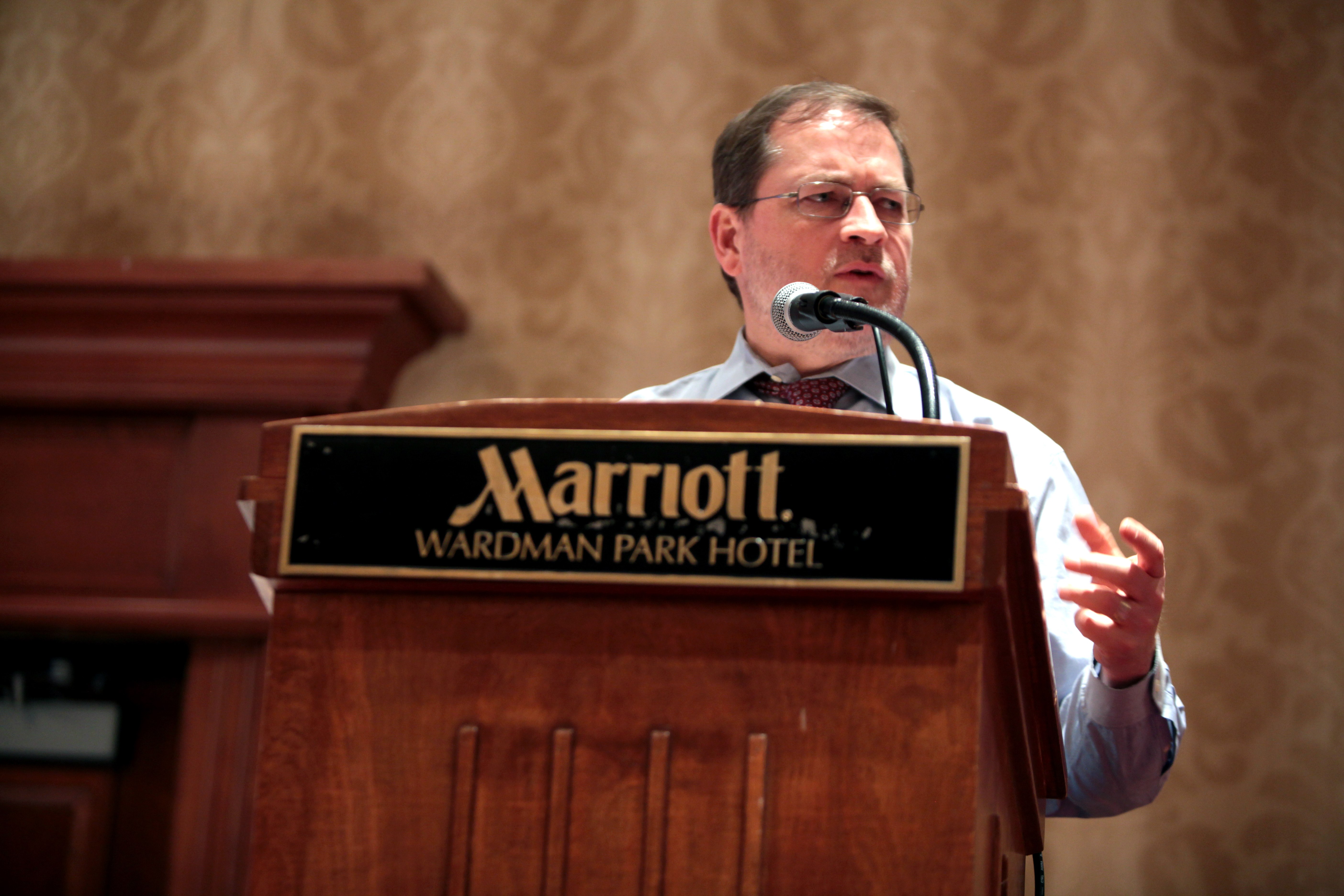
Grover Norquist à la conférence internationale de Students for Liberty à Washington en 2015.

Diplômé de l'université Harvard, Norquist a été économiste pour le lobby United States Chamber of Commerce de 1983 à 1984, avant de travailler dans différents pays en guerre afin de soutenir les États-Unis dans les conflits liés à la guerre froide : soutien important de la doctrine Reagan, il organisa ainsi un réseau lié aux efforts d'Oliver North soutenant les Contras nicaraguayens, et voyagea au Mozambique et en Angola pour soutenir la RENAMO et l'UNITA. En 1985, il créa Americans for Tax Reform (ATR), un groupe de contribuables sous la suggestion du président Reagan. En 2009, ses activités de lobbying à l'ATR lui valaient un revenu annuel de 200 000 dollars,.
Il participa à la campagne électorale de George W. Bush en 2000 et 2004, étant son principal intermédiaire pour le mouvement conservateur fiscal. En 1998, il cofonda, avec Khaled Saffuri (en), l'Islamic Free Market Institute (en), qui vise à gagner à sa cause fiscale les musulmans. Il y rencontra d'ailleurs sa femme, Samah Alrayyes, d'origine palestinienne. Lui-même est méthodiste.
En 2010, il fut l'une des voix s'opposant à la polémique et à la politicisation de la construction d'une mosquée à Manhattan, à quelques pas du site du World Trade Center (projet dit Park51 (en)). Norquist travaille aussi avec des groupes comme l'Acton Institute (en), la Christian Coalition et Toward Tradition (en).
Il est contre la guerre en Afghanistan qu'il estime trop coûteuse, et participe au mouvement Tea Party.
C'est un partisan de l'immigration.
Norquist est membre du conseil d'administration d'une série de groupes conservateurs, dont la National Rifle Association (en 2008, il publia un ouvrage au titre évocateur : Leave Us Alone: Getting the Government's Hands Off Our Money, Our Guns, Our Lives), l'American Conservative Union, l'Hispanic Leadership Fund (en), l'Indian-American Republican Caucus (en) et ParentalRights.org (en).